# İmambayıldı
İmambayıldı er en ret fra det tyrkiske køkken, som også er populær i Grækenland. Hovedingrediensen er aubergine, der udhules og fyldes med en sauce bestående af tomat, løg, hvidløg, aubergine og ikke mindst store mængder olivenolie. Det hele bages i ovnen og serveres ved stuetemperatur. I Grækenland serveres den dog varm. Der findes variationer med hakket kød, men oftest laves den vegetarisk.

## Om navnet
Direkte oversat betyder "İmam bayıldı" "Imamen besvimede". Navnets oprindelse er der delte meninger om.
Nogle mener, at det stammer fra en gammel tyrkisk historie om en imam der besvimede af glæde ved den lækre duft, da han fik retten serveret af sin kone for første gang. Andre hævder at besvimelsen skete da imamen hørte hvor meget olivenolie, der skulle bruges til retten - og dermed hvor dyr den var.
En tredje forklaring går på at en imam giftede sig med datteren til en olivenoliehandler. Medgiften lød på 12 tønder af den fineste olivenolie. Hver aften efter brylluppet tilberedte konen en aubergineret med tomater og løg. Den 13. dag var der ingen aubergineret på bordet. Da manden fik at vide, at der ikke var mere olivenolie tilbage, besvimede han.